# مشعل الشمري (لاعب كرة قدم قطري)
مشعل الشمري (مواليد 19 يناير 1995) لاعب كرة قدم قطري يجيد اللعب في خط الهجوم في نادي أم صلال.
لعب في نادي السد ونادي الخريطيات ونادي السيلية ونادي أم صلال.

## روابط خارجية
- مشعل الشمري على موقع إي إس بي إن إف سي (الإنجليزية)
- مشعل الشمري على موقع Soccerway.com (الإنجليزية)
- مشعل الشمري على موقع عالم كرة القدم.نت (الإنجليزية)